# .nz
.nz je internetová národní doména nejvyššího řádu pro Nový Zéland.